# Nationaal Songfestival 1964
Het Nationaal Songfestival 1964 werd gehouden in het Utrechtse Tivoli. Op 28 november 1963 maakte de NTS bekend dat de toen zeer populaire zangeres Anneke Grönloh was aangezocht om Nederland te vertegenwoordigen tijdens het Eurovisiesongfestival 1964. De omroep maakte tevens bekend dat het een oproep had gedaan aan de bij de Buma aangesloten tekstdichters en componisten om een lied van maximaal drie minuten in te zenden, met had hiervoor oorspronkelijk de tijd tot 31 december 1963, deze datum werd uiteindelijk verlegd naar 10 januari 1964. 
Een jury onderleiding van Dolf van der Linden koos uit de 206 ingezonden nummers 3 liedjes die tijdens de nationale finale ten gehore werden  gebracht
Grönloh zong drie liedjes, te weten:
- De vliegende Hollander, tekst en muziek: Jan Mol
- Weer zingt de wind, tekst: Gerrit den Braber muziek: Joop Portengen
- Jij bent mijn leven, tekst: René de Vos, muziek: Ted Powder

Tijdens de internationale finale in Kopenhagen eindigde Grönloh op de tiende plaats met 2 punten.

## Uitslag
| Plaats | Titel                  | Punten |
| ------ | ---------------------- | ------ |
| 1      | Jij bent mijn leven    | 159    |
| 2      | Weer zingt de wind     | 141    |
| 3      | De vliegende Hollander | 60     |

1956 · 1957 · 1958 · 1959 · 1960 · 1961 · 1962 · 1963 · 1964 · 1965 · 1966 · 1967 · 1968 · 1969 · 1970 · 1971 · 1972 · 1973 · 1974 · 1975 · 1976 · 1977 · 1978 · 1979 · 1980 · 1981 · 1982 · 1983 · 1984 · 1986 · 1987 · 1988 · 1989 · 1990 · 1992 · 1993 · 1994 · 1996 · 1997 · 1998 · 1999 · 2000 · 2001 · 2003 · 2004 · 2005 · 2006 · 2007 · 2008 · 2009 · 2010 · 2011 · 2012